# Louis Mathieu Petit
Louis Mathieu Petit, né et mort à des dates inconnues, est un homme politique français, député de la Seine-et-Oise à l'Assemblée nationale législative.

## Biographie
On ne connaît pas la date de naissance de Louis Mathieu Petit,. Négociant avant la Révolution, il est nommé juge de paix de Chamarande, en 1790.
Il est député de la Seine-et-Oise à l'Assemblée nationale législative,, pendant toute la durée de celle-ci, du 5 septembre 1791 au 20 septembre 1792. Il est élu par 269 voix sur 456 votants, septième sur les quatorze députés du département.
Le Moniteur universel ne conserve pas de trace de son activité parlementaire.
Il meurt à une date inconnue,.